# Omar Khayyám (Bantock)
Omar Khayyám is een compositie van de Britse componist Sir Granville Bantock.

## Inleiding
Midden 19e eeuw kwam in Engeland de belangstelling op voor culturen van de koloniën en andere exotische landen. Het vond bijvoorbeeld een weerslag in de vertaling van Omar Khayyám naar het Engels door Edward FitzGerald. Zijn eerste druk van de vertaling werd in kleine kring uitgegeven en FitzGerald sleutelde verder met zijn vertaling. De derde versie verscheen in 1872. Pas in 1875 werden de vertalingen bekend als zijnde van FitzGeralds hand. Tegelijkertijd kwam de ontwikkeling in de muziek in een stroomversnelling terecht; men schreef meer en meer composities voor meer en meer musici, al dan in samenhang met solisten en koor of koren. Bantock was een componist die muziek componeerde, die vaak gerelateerd was aan een onderwerp. Zijn symfonieën zijn eigenlijk niet genummerd maar zijn herkenbaar aan titels als de Hebridensymfonie en de Keltische symfonie. En ook bij hem dijde het orkest steeds verder uit. Hijzelf was wel wat gewend als dirigent van een theatergezelschap dat de hele wereld was overgegaan. Hij pakte daarom zijn composities groots aan. Dat heeft mede tot gevolg gehad dat de combinatie van dirigeren en componeren zo’n druk op hem legde dat een aantal van zijn werken niet voltooid werd. Losse fragmenten werden daarop verwerkt tot zelfstandige composities en zo worden wij herinnerd aan het feit dat een aantal composities maar deelcomposities zijn.
Terwijl Bantock af en toe struikelde over de zwaarte van zijn eigen composities kwam Edward Elgar, een fan van Bantocks muziek, met ook steeds massalere composities. The Apostles en The Kingdom verschenen in 1903 en 1906. Bantock ging daarin mee met een aantal toonzetting van Britse en buitenlandse literatuur; hij kwam uiteindelijk terecht bij het grootse werk van Omar Khayyám en de vertaling daarvan. Het bleek een kolossale klus te zijn. De toonzetting van een grote hoeveelheid kwatrijnen en de verdeling daarvan in een (zang)rollenpatroon bleek een zeer grote opgave. Zijn Omar Khayyám werd dan ook niet in één keer voltooid. Er zijn daarom van dit werk 4 premières. Deel I kreeg op 4 oktober 1906 zijn eerste uitvoering, deel II op 25 november 1907 en deel III op 8 oktober 1908 in respectievelijk Birmingham, Cardiff en weer Birmingham. De eerste totaaluitvoering kwam pas op 15 februari 1910 in Londen, in de Queens Hall. Een debuut in Wenen volgde in 1912.

## Compositie
De compositie is geschreven voor contra-alt of mezzosopraan, tenor, bariton, koor en symfonieorkest. De contra-alt vertolkt De Geliefde, de tenor De Dichter en de bariton De Filosoof, daarnaast treden vanuit het koor regelmatig semi-solisten naar voren. De Geliefde en De Dichter zijn degenen die het verhaal vertellen, De Filosoof zingt de daarbijhorende overpeinzingen, koor en orkest zijn eigenlijk de verbindingen om het verhaal tot een eenheid te maken. Het orkest heeft daarbij een inleidende rol. Bantock had zijn compositie voorzien van herkenningspunten en terugkerende melodieën die bij een bepaald onderwerp in de compositie pasten. Erg beeldend is bijvoorbeeld de muzikale beeltenis van een voorbijtrekkende karavaan van kamelen met echte kameelbellen in de partituur.
De delen zijn dus gezien hun geschiedenis los uit te voeren, waarbij deel I met zijn ongeveer anderhalf uur het langst duurt; deel III is het kortst (ongeveer 40 minuten). Bantock was zich bewust van het feit dat het werk lang duurt; hij heeft de partituur van coupures voorzien, mocht men die op prijs stellen. Met zijn lange duur en grote bezetting komt het werk weinig op het podium. Norman del Mar heeft het een aantal keren uitgevoerd met het BBC Symphony Orchestra in 1968 en 1979, maar daarbij bleef het eigenlijk wel.

## Recensies
Als in 2007 het platenlabel Chandos in haar zoektocht naar Britse "vergeten" composities dit werk opneemt, blijken muziekkenners en musici verbaasd over de kwaliteit van de muziek en met name de muzikale invulling en inkleuring daarvan. Ook nu is het BBC SO met haar koor het orkest van dienst. Het werk blijkt daarbij niet eenvoudig. Het lijkt of de compositie soms verzandt in haar eigen kolossaalheid. Zelfs de dirigent Vernon Handley, een dirigent gespecialiseerd in grote en kleine Britse composities kan dat niet voorkomen. Bantock heeft niet kunnen voorkomen dat de spanningsbogen te lang zijn geworden, is algemeen de teneur die het werk in de 21e eeuw ten deel valt. Wel is men bijna unaniem van mening dat de opname een aanwinst is binnen de klassieke discografie.

## Bron en discografie
- Uitgave Chandos: Catherine Wyn-Rogers/ (Geliefde), Toby Spence /Dichter, Roderick Williams / Filosoof; BBC SO en koor, o.l.v. V. Handley met een omissie van 9 van de 101 kwatrijnen.